# Cucumis metuliferus
Cucumis metuliferus es una especie de planta con flor de la misma familia de los melones y pepinos, Cucurbitaceae. 
Es cultivada por su fruto comestible de forma de un melón ovalado y con espinas que parecen cuernos. De gusto exótico, entre kiwi y el plátano, cuando se consume con azúcar o en ensalada es parecido al pepino, pero más refrescante. El fruto es amarillo cuando está maduro e incluso se utiliza como decoración en arreglos de mesa.

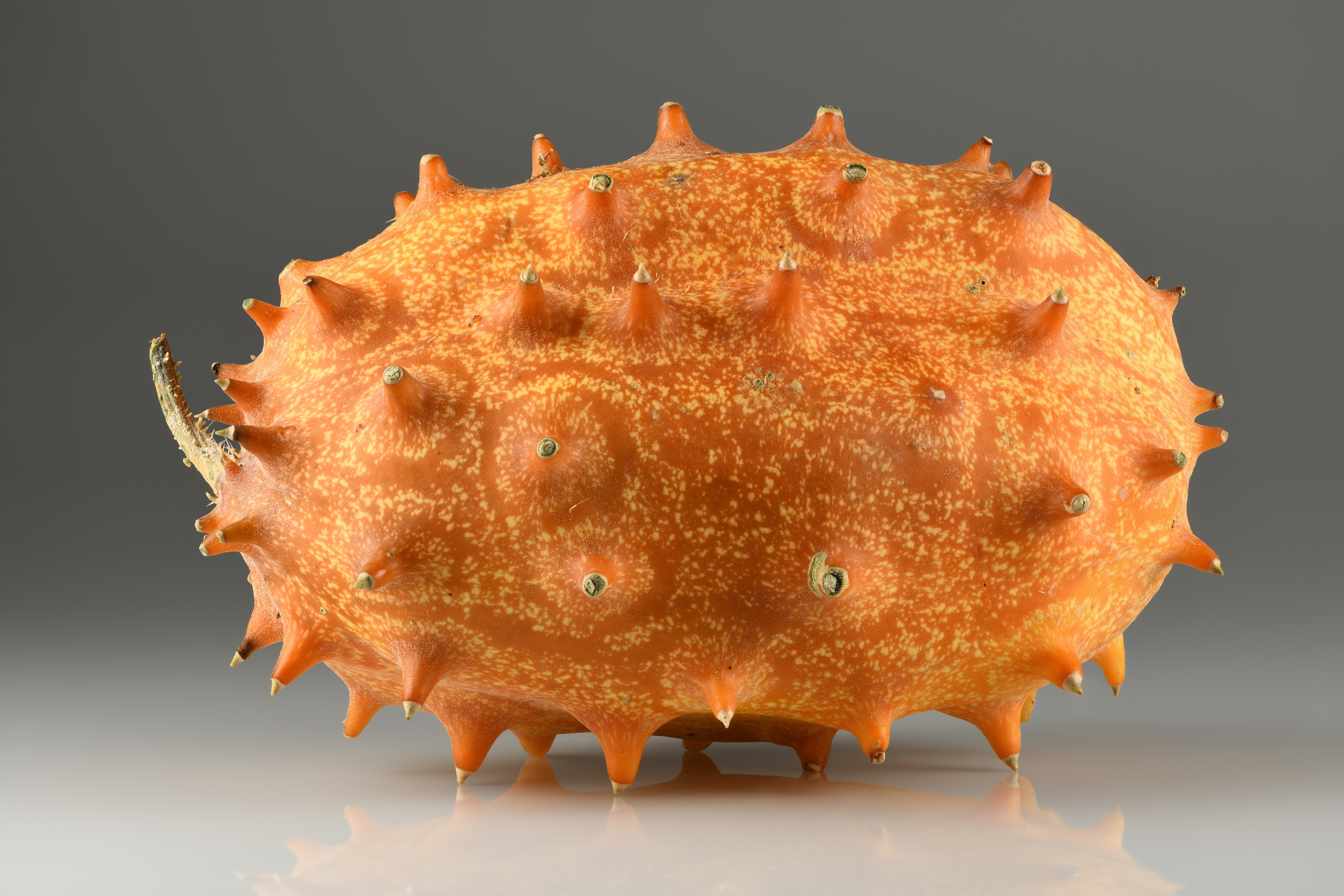
Cucumis metuliferus

## Nombres comunes
Melón africano espinudo, Pepino africano, Fruto del paraíso, Milú, Mino, Kiwuano, y Kiwano. Este último es marca registrada por una empresa de Nueva Zelanda.[cita requerida]
En Zimbabue, a esta fruta se le llama 'gaka' o 'gakachika' y se consume principalmente en ensaladas o sola, llegando a usarse raramente para decorar.

## Cultivo y usos

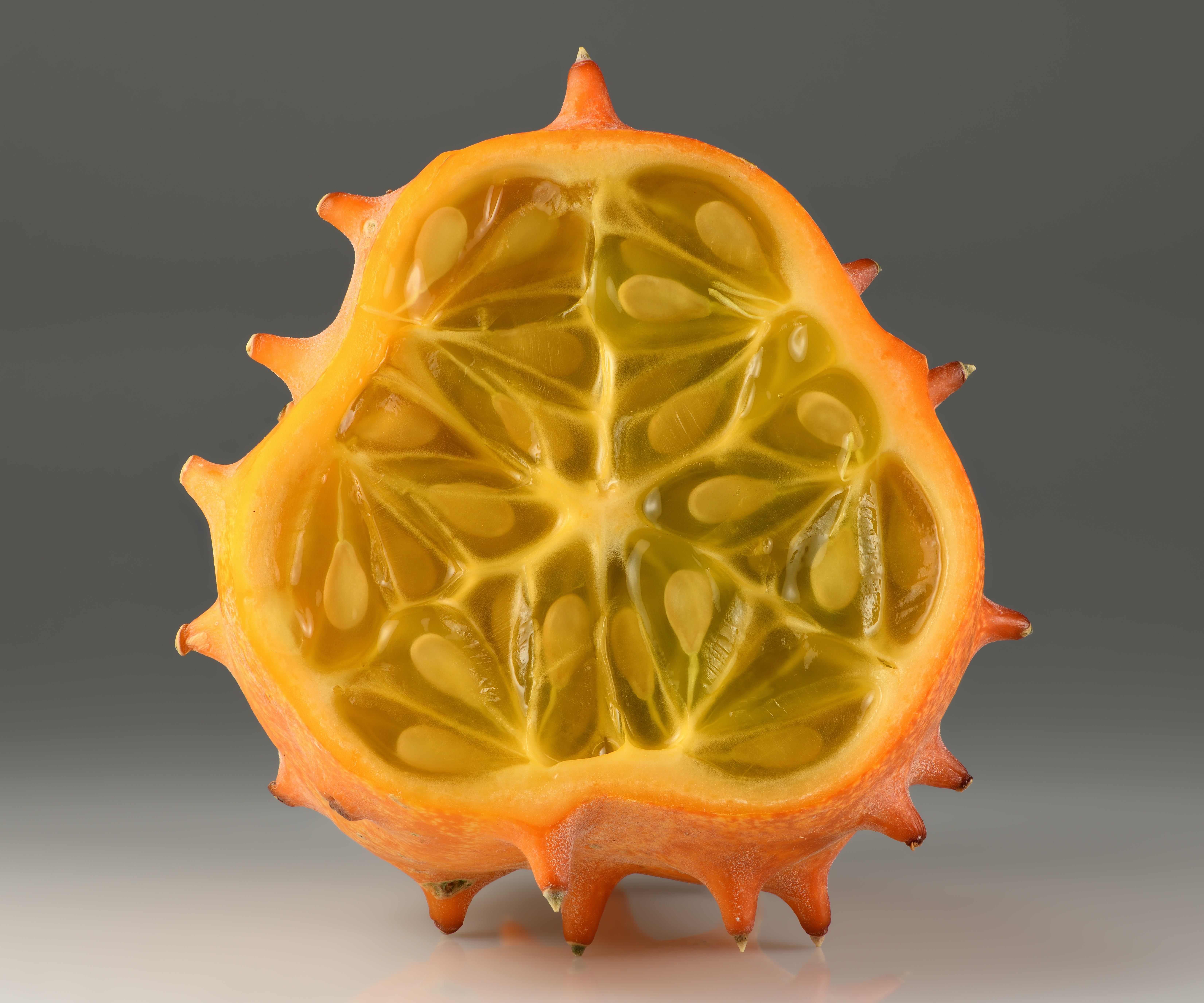
Cucumis metuliferus

Aunque es originario de África, donde se cultiva principalmente al sur y centro del continente, hoy en día también es cultivado en Nueva Zelanda, Australia, España (en la región de Almuñécar), Israel. En marzo de 2015 es introducido en Mérida, Venezuela, por aficionados al cultivo de frutos exóticos. y Estados Unidos.
El fruto es verde al principio y anaranjado, con zonas más oscuras cuando madura. El interior es una pulpa de llamativo color verde, muy jugosa y con pipas blancas similares a las del pepino.
Es un fruto ornamental, ideal para un frutero, manteniéndolo en un lugar a temperatura ambiente de 16 a 20 °C tiene una duración de 6 a 9 meses. También reúne todas las condiciones para su exportación en contenedores ventilados a temperatura controlada.

## Toxicidad
Esta especie, en estado silvestre natural, contiene trazas de cucurbitacinas, que dan a sus frutos un sabor extremadamente amargo y los hace tóxicos a mamíferos, provocando vómitos, cólicos, diarreas. Debido a ello, todos los frutales de cultivo fueron seleccionados de plantas libres de cucurbitacina y ni son tóxicos, ni amargos; siendo comestibles sin problema.

### Aportes nutricionales
| Kiwano (valor nutritivo en 100 g) |                    |                    |                      |  |  |
| agua :100 %                       | energía : 25 kcal  | proteínas : 1,8 g  | lípidos : 0 g        |  |  |
| glúcidos : 3,1 g                  | fibras : 3 g       |                    |                      |  |  |
| Sales minerales & oligoelementos  |                    |                    |                      |  |  |
| Calcio : 17 mg                    | Hierro : 0,5 mg    | Magnesio : 23 mg   | Fósforo : 50 mg      |  |  |
| Potasio : 266 mg                  | Sodio : 6 mg       | Cobre : 0,2 mg     | Zinc : 0,1 mg        |  |  |
| Manganeso : 0,1 mg                |                    |                    |                      |  |  |
| Vitaminas                         |                    |                    |                      |  |  |
| vitamina A : - mg                 | vitamina B1 : - mg | vitamina B2 : - mg | B3/PP/Niacina : - mg |  |  |
| vitamina C : 0,1 mg               |                    |                    |                      |  |  |